# Wes Ferrell
Pour les articles homonymes, voir Ferrell.
Wesley Cheek Ferrell, dit Wes Ferrell, (2 février 1908 à Greensboro en Caroline du Nord - 9 décembre 1976 à Sarasota en Floride) est un joueur américain de baseball qui évolue au poste de lanceur en Ligue majeure de baseball de 1927 à 1941. Sélectionné lors du premier match des étoiles de l'histoire en 1933, il connait une deuxième sélection All-Stars en 1937.

## Carrière
Il termine deuxième du vote pour le titre de MVP de la saison 1935 derrière Hank Greenberg.
Il fait partie de l'effectif des New York Yankees en 1939, mais ne prend pas part aux matches de World Series.
Ferrell a mauvais caractère. Il est ainsi suspendu par sa propre équipe à plusieurs reprises pour mauvais comportement. Avec les Indians, il refuse ainsi d'être remplacé au cours d'une partie. Chez les Red Sox, il quitte au contraire de lui-même le monticule sans y avoir été invité par son manager. Après sa carrière de joueur, il devient manager en ligues mineures et n'hésite pas à retirer son équipe du jeu pour protester contre des décisions d'arbitrage.